# TrueOS
TrueOS (anciennement PC-BSD ou PCBSD) était un système d'exploitation basé sur FreeBSD. 
Historiquement, il s'agissait de proposer une version de FreeBSD prête à l'emploi dans un cadre bureautique, pour un usage grand public, grâce à une installation graphique par défaut, avec une collection d'outils de bureau dans un environnement fenêtré.

En effet, FreeBSD est nativement installé de façon minimaliste, sans interface graphique, uniquement en mode texte, et avec quelques outils de base, nécessitant donc une certaine expertise pour s'en servir.
Le premier septembre 2016, PC-BSD devient TrueOS, mais sans changer de philosophie.
À l'été 2018, TrueOS abandonne son objectif d'être un système d'exploitation grand public, pour devenir un système à visée exclusivement serveur, en abandonnant au passage son interface et son installeur graphique.
L'idée de faire un système grand public basé sur FreeBSD n'a toutefois pas été abandonnée, puisque l'idée a immédiatement été poursuivie par la création du Project Trident jusqu'en 2019 où une transition s'effectue vers une base Void Linux. Celle-ci s'achève en février 2020. Le projet s'éteint au cours des années 2021 et 2022.
TrueOS n'étant pas un fork de FreeBSD, ses versions sont complètement synchronisées avec celles de ce dernier.
L'équipe de développement de TrueOS a arrêté de travailler sur le projet en 2020, abandonnant l'adaptation type « environnement de bureau ». Le projet n'est donc plus actif.

## Caractéristiques historiques
L'installation se fait en mode graphique, proposant l'environnement KDE par défaut. PC-BSD jusqu'à 8.2 possède son propre système de paquetages, les PBI. L'installation et la désinstallation des PC-BSD Installer sont simplifiées, car elles suppriment la notion de dépendance entre paquets ; les bibliothèques nécessaires à l'exécution d'un programme sont intégrées directement dans le paquetage. Néanmoins, il est toujours possible d'installer les logiciels par l'intermédiaire des ports à la manière de FreeBSD.
TrueOS qui a pris la suite de PC-BSD dans la continuité, était une rolling release. Rappelons que chez FreeBSD il n'y a pas de rolling release, il n'y a qu'une version de développement dite « HEAD » (ou « CURRENT ») une version expérimentale que seuls les développeurs savent utiliser. TrueOS se basait donc sur cette branche "HEAD" mais on imagine que ce fut un énorme travail pour une petite équipe. La société derrière TrueNAS et TrueOS est iX systems, dont le site est devenue aujourd'hui www.truenas.com. iX Systems est une société qui depuis ses origines conçoit des NAS pour les grandes entreprises, en se basant sur FreeBSD. TrueNas était au départ un projet libre à destination du grand public s'appuyant sur les travaux de la société pour ses propres produits, projet indépendant de PC-BSD, les deux étant diamétralement opposés ils ne pouvaient pas s'infuser l'un l'autre. TrueNAS est un système FreeBSD minimaliste se rapprochant plus d'un firmware, et destiné à créer des « appliances » personnelles (ou petites appareils domestiques) spécialisées dans le stockage réseau, PC-BSD/TrueOS à l'opposé sont des projets généralistes bien plus volumineux avec en tête des outils graphiques rendant l'administration plus aisée.
TrueOS ne peut être séparé du système de fichier ZFS, ils sont intimement liés. L'idée de la société, et sans doute son erreur, était de se servir de TrueOS comme une tribune pour le système de fichier ZFS de Sun Microsystem (devenu Oracle), la petite coqueluche de l'époque, le système d'exploitation révolutionnaire qui donnait un sérieux coup de vieux à toute la concurrence, et que FreeBSD avait récemment adopté comme système natif, concurremment avec l'historique UFS (Unix File System), dans sa version libre qui deviendra plus tard openZFS.

## La principale raison d'un échec
En relançant le projet PC-BSD sous la bannière TrueOS, l'idée derrière était de démontrer les qualités supposées du système de fichier ZFS, standard fraîchement adopté pour devenir la base des NAS de l'entreprise, si bien que ZFS était installé de façon obligatoire sans option vers le système historique UFS.
Si ZFS est un excellent système de fichier, sa vocation reste les serveurs, la big data, il ne vise pas en premier chef la vélocité mais avant tout la sécurité des données. Surtout, étant présumé que ZFS a vocation à être déployé dans un environnement professionnel, il est présumé que les serveurs sont équipés de cartes contrôleur de disque de grande qualité, ces cartes contrôleur prenant en charge nativement de nombreuses corrections d'erreur ce qui soulage le système d'exploitation. Or les ordinateurs grand public ont en général des cartes contrôleur premier prix, bien trop basique et dans bien des cas le système s'avérait d'une lenteur insupportable.
L'absence totale d'option pour choisir UFS lors de l'installation, le refus obstiné de revenir en arrière malgré les nombreuses plaintes d'utilisateurs est en soi suffisamment parlant pour décrypter les intentions réelles de la société, celle de vendre à tout prix la technologie ZFS qu'elle venait d'adopter, au mépris de la réalité matérielle des utilisateurs lambda qui dans de nombreux cas n'avaient aucune utilité pour ZFS, système de fichier visant les entreprises, et ZFS ne se révélant pas plus rapide qu'UFS pour faire tourner une configuration FreeBSD simple. Si TrueOS redéfini un peu plus tard dans un contexte purement professionnel de serveur avait plus de cohérence, il perdait en revanche une précieuse audience et touchait donc une cible trop limitée, Linux dans le domaine des serveurs professionnels libres prenant la part du lion et ne laissant que des miettes aux *BSD. 
Sur le matériel grand public, ce qui fonctionne le mieux sont les systèmes d'exploitation journalisés traditionnels ce qui est le cas de NTFS sous Windows, EXT4 sous Linux, et UFS sous FreeBSD (à condition d'utiliser « gjournal »).
Si cela n'explique pas à lui seul l'échec du projet, les lenteurs exaspérantes de TrueOS sur bon nombre de PCs (pas tous, cela dépendait des configurations matérielles de chacuns) avaient fait le tour des forums et ont joué un rôle important. Au final ce ne fut pas forcément la meilleure publicité pour ZFS qui sorti de son contexte pour lequel il avait été conçu (les serveurs, la big data et pas le petit PC des utilisateurs moyens) posait souvent plus de problèmes qu'il n'en résolvait.
Les fanatiques pro ZFS qui inondaient le forum FreeBSD (car il y avait bien une « hype » invraisemblable et irraisonnée autour de ZFS qui justifie bien le qualificatif de fanatisme), soulignaient la possibilité de faire des clichés système, sauf que ces utilisateurs montraient leur indigence et ne savaient pas que le bon et brave UFS paramétré avec la journalisation « gjournal » (et pas la journalisation standard d'UFS) autorisait de tels clichés et offrait un niveau de sécurité tout à fait comparable à un système de fichier moderne comme NTFS sur les ordinateurs personnels. En effet, sur des cartes contrôleur de niveau serveur, la journalisation sous UFS n'est pas nécessaire, c'est pour cela qu'elle n'avait pas été développée aux origines, l'absence de journalisation se traduisant par un gain de performance. Une journalisation est devenue nécessaire un peu plus tard avec l'apparition de la micro informatique, mais malheureusement cette journalisation désactivait une fonction importante d'UFS, celle des clichés système. Mais même cette journalisation « standard » était devenue avec le temps insuffisante au fur et à mesure que les ordinateurs personnels se développaient, notamment les portables, avec des contrôleurs disque toujours plus économiques qui forçaient le système de fichier à prendre en charge lui-même des corrections autrefois prises en charges par le contrôleur matériel, pertes de données récurrentes à la clé. La raison était la même que pour ZFS, UFS est à l'origine un système de fichier entreprise destiné à fonctionner sur du matériel haut de gamme à l'heure ou la micro informatique n'existait pas, alors qu'à l'inverse Windows est né avec la micro informatique et s'y est donc adapté depuis ses origines. « gjournal », trop peu connu de la communauté FreeBSD elle-même, alors qu'il est mentionné dans le manuel officiel de FreeBSD, a été développé plus tard par Marshall McKusick, rétablissant aussi au passage les clichés, ce qui permit à UFS de prendre un coup de jeune et de pouvoir s'adapter aux micro ordinateurs, sachant que côté serveur d'entreprise la journalisation demeurait toujours inutile.

## Une fin programmée
Dès le départ les bases du succès de TrueOS fondées sur le caractère prétendument indispensable de ZFS face à un UFS dépassé et peu sûr étaient fausses, car elles passaient sous silence le travail de Marshall McKusick, figure historique de FreeBSD et de *BSD tout court, qui avait réussi a remettre au goût du jour UFS.
Le concurrent openBSD n'a à ce jour pas adopté ZFS, openBSD s'appuie toujours sur UFS, et n'est pas mort pour autant.  
Sans ces limitations dûes à une obstination guidée par des objectifs commerciaux, TrueOS aurait pu sans doute à la longue capter une bonne part des utilisateurs particuliers de FreeBSD à travers le monde, car le concept de « rolling release » était en revanche très séduisant, il existait déjà dans le monde Linux via des distributions comme Arch Linux, car il permettait de se soustraire aux opérations fastidieuses et souvent périlleuses de migration lourde vers les nouvelles versions du système d'exploitation....
Reste que l'équipe derrière le projet était sans doute trop restreinte pour pérenniser dans le temps un travail titanesque celui de faire de FreeBSD HEAD une version stable à partir de fondations par nature instables. Les codes source TrueOS sont à disposition pour toute entité qui souhaiterait reprendre la suite, malheureusement à ce jour il n'y a aucune marque d'intérêt, bien qu'un FreeBSD en « rolling release » répondrait clairement de nos jours à une demande. En effet, on observe que les « rolling releases », malgré leurs défauts supposés, prennent progressivement leur essor ces derniers temps dans le monde Linux avec l'arrivée récente de nouveaux acteurs comme openSUSE Tumbleweed, mais aussi openMandriva tendant à montrer qu'à terme, les grandes distributions devront sans doute toutes en passer par là. 
On peut faire un petit parallèle avec Tumbleweed, la « rolling release » d'openSUSE qui désormais installe par défaut BTRFS (le rival de ZFS mais sous licence GNU/Linux stricte). Un certain nombre de personnes qui ont testé sans trop réfléchir cette distribution, souvent dans des machines virtuelles, l'hypothèse la plus exécrable qui soit pour ZFS ou BTRFS qui, associant de façon intégrée système de fichier et gestionnaire logique de volume, ont besoin d'un accès physique de premier niveau pour fonctionner correctement, ont rapporté la déception liée à l'extrême lenteur du système. Mêmes causes mêmes effets. Sur un ordinateur personnel, et surtout dans une machine virtuelle, il est préférable d'installer Linux avec l'option EXT4 (et journalisation active réglée sur le niveau adéquat soit « data=journal ») et non pas BTRFS. Mais contrairement à TrueOS, openSUSE Tumbleweed ne fait pas l'erreur d'imposer BTRFS, il suffit d'intervenir dans les menus lors de l'installation pour écarter l'option par défaut, du reste on peut tout autant choisir XFS, openSUSE (le projet libre de SUSE Linux) ne montrant pas de signes de pollution « commerciale », qui fut in fine le péché de TrueOS.

## Historique des versions
| Version    | Date de sortie     | Nouveautés principales |
| ---------- | ------------------ | --- |
| 18.12      | 6 juin 2018        | Fin de la version graphique grand public de TrueOS |
| 18.03      | 30 mars 2018       | Corrections de failles de sécurité |
| 11.0       | 1er septembre 2016 | Basée sur FreeBSD 11.0. |
| 10.3       | 4 avril 2016       | Basée sur FreeBSD 10.3-RELEASE. Utilise le boot-loader FreeBSD pour l'installation. |
| 10.2       | 21 août 2015       | Basée sur FreeBSD 10.2-RELEASE. |
| 10.1       | 14 novembre 2014   | Basée sur FreeBSD 10.1-RELEASE. |
| 10.0       | 29 janvier 2014    | Basée sur FreeBSD 10.0-RELEASE. Offre de nouveaux environnements de bureau : Cinnamon, GNOME 3 et MATE (ce dernier remplace GNOME 2 qui est supprimé).                                                |
| 9.2        | 7 octobre 2013     | Basée sur FreeBSD 9.2-RELEASE. L'architecture x86 n'est plus supportée ; seule reste l’architecture x86-64.                                                                                           |
| 9.1        | 18 décembre 2012   | Basée sur FreeBSD 9.1-RELEASE. |
| 9.0        | janvier 2012       | Basée sur FreeBSD 9.0-RELEASE (nom de version : Édition Isotope). Offre de nouveaux environnements de bureau dont GNOME 2, Xfce et LXDE.                                                              |
| 8.2        | 21 février 2011    | Basée sur FreeBSD 8.2-RELEASE, KDE 4.5.5. |
| 8.1        | 20 juillet 2010    | Basée sur FreeBSD 8.1-RELEASE, KDE 4.4.5. |
| 8.0        | 22 février 2010    | Basée sur FreeBSD 8.0-RELEASE-P2 (nom de version : Édition Hubble), KDE 4.3.5. |
| 7.1        | 10 avril 2009      | Basée sur FreeBSD 7.1 et 7.2-PRE, KDE 4.2.2. |
| 7.0.2      | 10 décembre 2008   | Basée sur FreeBSD 7.1 PreRelease, KDE 4.1.3. Support écriture NTFS amélioré, performances bureau améliorées avec les cartes Nvidia.                                                                   |
| 7.0.1      | 17 octobre 2008    | Basée sur FreeBSD 7.0, incluant KDE 4.1.2. Version x86-64 disponible et support Adobe Flash 9. |
| 7.0        | 16 septembre 2008  | Basée sur FreeBSD 7.0-Stable (nom de version : Édition Fibonacci), incluant KDE 4.1.1. Nouvelles méthodes d'installation (DVD, USB, réseau). Les numéros de version sont désormais calés sur FreeBSD. |
| 1.5.1      | 23 avril 2008      | Mise à jour, correction de bugs et traductions. |
| 1.5        | 12 mars 2008       | Passage à FreeBSD 6.3, KDE 3.5.8 et Xorg 7.3. Amélioration du Wi-Fi et du pare-feu. |
| 1.4.1      | 16 novembre 2007   | Correction de bugs et update (Compiz 0.6.0, derniers drivers Nvidia, etc.) |
| 1.4        | 24 septembre 2007  | Passage à FreeBSD 6.2, KDE 3.5.7, Xorg 7.2 et nouveaux composants. |
| 1.3        | 31 décembre 2006   | Passage à KDE 3.5.5 et correction de bugs. |
| 1.2        | 12 juillet 2006    | Passage à KDE 3.5.3 et correction de bugs. |
| 1.1        | 29 mai 2006        | Passage à FreeBSD 6.1, correction de bugs et ajout de pilotes. |
| 1.0        | 29 avril 2006      | Version finale, basée sur FreeBSD 6.0 avec KDE 3.5.2. |
| 0.5 (bêta) | 15 avril 2005      | Version initiale, basée sur FreeBSD 5.3. |

## Licence
TrueOS est un système d'exploitation libre, il est publié sous licence BSD depuis la version 0.7.5. Les versions antérieures sont publiées sous licence GNU GPL.